# QRP
QRP（QRP運用）とは、アマチュア無線において空中線電力を低減して運用することである。
Q符号で「こちらは、送信機の電力を減少しましょうか？」を意味する"QRP?"に由来する。
QRPの対義語はQROである。
国際電気通信条約に規定する無線通信規則には「すべての局は、業務を満足に行うために必要な最小限の電力を輻射する」としている。
日本でも電波法に「無線局を運用する場合においては、空中線電力は、（中略）　通信を行うため必要最小のものであること」としている。
大部分のアマチュア無線家は50Wから100Wの空中線電力を用いている（移動局に許可される最大空中線電力が50Wであり、その付近の出力の無線機が多く市場に流通しているため）。
しかし、これは常に必要とされるものではなく、意図的に空中線電力を低減して運用する場合がある。
利点として次が挙げられる。
- 消費電力が少ない。電源が不十分な状況でも運用が可能である。
- 機器の製作や調整が容易である。
- 耐電力が低い小型軽量の空中線が利用可能となる。
- 他局への混信や妨害など電波障害を与える可能性が小さい。
- 通信が困難な状況でいかに遠距離通信(DX)を達成するか、技術的探求の楽しみがある。
- 一部の周波数帯において、上級アマチュア無線技士の資格が必要になる。

また、省エネルギーおよび電波資源の有効利用の観点からも推奨される行為である。
過去に、アマチュア無線家が短波を開拓したことはQRPに他ならない。
遠距離無線通信には100kWを超える空中線電力を必要としていた当時、電離層反射を利用することにより、わずか1kW程度で全世界との無線通信を成立させた。
また、指向性空中線は省電力化と混信の軽減を目標として開発された。
SSB方式の開発などもQRPの一つであった。
CW（無線電信）は、音声通信（無線電話）が困難となる低電力でも通信を行うことが可能である。
QRPの空中線電力はDX Century ClubのQRP DXCCアワードで出力5Wを超えてはならないと定義され、QRP運用者には認知されている。

時には500mW以下で通信を行うこともある。
このように特に空中線電力が小さいことをQRPpと呼ぶことがある(一般に0.5W以下)。
QRP運用時にはコールサインの後に「/QRP」を付けることがある。
また、QRPを対象とした各種のコンテスト、アワードがある。
無線機
市販のトランシーバーの多くは、空中線電力を低減できるので簡単にQRP運用するにはこれによる。
QRP専用機の代表としては八重洲無線の FT-817 がある。
アマチュア無線全盛期に、ミズホ通信（廃業）ピコ＋純正ロッドアンテナを用いて、SSBで南米と交信した人がCQ ham radio誌で紹介されるなど一世を風靡した。
また、空中線電力の小さい無線機は自作も容易である。